# NGC 2570
NGC 2570 ist eine Spiralgalaxie vom Hubble-Typ Sab im Sternbild Krebs auf der Ekliptik. Sie ist schätzungsweise 290 Millionen Lichtjahre von der Milchstraße entfernt und hat einen Durchmesser von etwa 95.000 Lichtjahren.

Im selben Himmelsareal befinden sich die Galaxien NGC 2560, NGC 2562, NGC 2563, NGC 2569.
Das Objekt wurde am 20. Februar 1873 von Ralph Copeland entdeckt.